# Димово
Димово (буг. Димово) град је у Републици Бугарској, у северозападном делу земље, седиште истоимене општине Димово у оквиру Видинске области.

## Географија
Положај: Димово се налази у северозападном делу Бугарске, близу границе са Србијом — 22 km западно. Од престонице Софије град је удаљен 170 km северно, а од обласног средишта, Видина град је удаљен 30 km јужно.
Град се сместио на првим падинама, које јужније прелазе у масив Старе Планине, на око 75 m надморске висине. Северно од града пружа се Влашка низија.

## Историја
Област Димова је првобитно било насељено Трачанима, а после њих овом облашћу владају стари Рим и Византија. Јужни Словени ово подручје насељавају у 7. веку. Од 9. века до 1373. г. област је била у саставу средњовековне Бугарске. Крајем 14. века област Димова је пала под власт Османлија, који владају облашћу 5 векова.
Године 1878. град је постао део савремене бугарске државе. Насеље постоје убрзо средиште окупљања за села у околини, са више јавних установа и трговиштем.

## Становништво
По проценама из 2007. г. Димово је имало око 1.200 ст. Огромна већина градског становништва су етнички Бугари. Остатак су махом Роми. Последњих деценија град губи становништво због удаљености од главних токова развоја у земљи.
Претежна вероисповест месног становништва је православна.